# イヌイット群 (衛星)

イヌイット群の衛星のアニメーション
キビウク·
イジラク·
パーリアク·
シャルナク·
タルクェク

イヌイット群（いぬいっとぐん、英語: Inuit group）とは、土星から遠く離れた軌道を公転する不規則衛星の中で、平均軌道傾斜角がおよそ45度の順行軌道をとるグループである。イヌイット群に属する衛星の土星からの平均軌道長半径は約 1100万 km から約 1900万 km であり、土星を含め太陽系内の惑星の衛星を多く発見した天文学者であるスコット・S・シェパードは、イヌイット群に分類される衛星は土星からの距離に応じてキビウク、パーリアク、シャルナクを主とする3個のグループにさらに細分化している。

## 分類される衛星
2025年3月現在、イヌイット群に分類できる軌道要素を持つ衛星は36個発見されている。以下の一覧で斜字で示した2025年に新たに発見が報告されたイヌイット群の衛星については、発見を報告した小惑星電子回報 (Minor Planet Electronic Circular) に記載されている特定の日時を元期とした軌道要素における軌道長半径を基に暫定的に分類している。
キビウク群 (Kiviuq group)
キビウクを含めて以下の20個の衛星が属しており、土星からの平均軌道長半径は約 1100万 km から約 1200万 km の範囲に集中している。
- S/2023 S 6
- S/2023 S 1
- S/2019 S 1
- S/2004 S 54
- S/2019 S 22
- S/2019 S 23
- S/2020 S 11
- S/2019 S 25
- キビウク (S/2000 S 5)
- S/2023 S 2
- S/2004 S 55
- S/2005 S 4
- S/2020 S 12
- S/2020 S 1
- イジラク (S/2000 S 6)
- S/2019 S 24
- S/2007 S 10
- S/2019 S 26
- S/2020 S 13
- S/2023 S 7

パーリアク
2025年3月現在、パーリアクと特に軌道が類似しているその他の衛星は発見されていない。土星からの平均軌道長半径は約 1500万 km。
- パーリアク (S/2000 S 2)

シャルナク群 (Siarnaq group)
シャルナクを含めて以下の15個の衛星が属しており、土星からの平均軌道長半径は約 1750万 km から約 1850万 km の範囲に集中している。
- S/2023 S 19
- S/2004 S 31
- S/2023 S 3
- S/2019 S 32
- タルクェク (S/2007 S 1)
- S/2019 S 14
- S/2020 S 19
- シャルナク (S/2000 S 3)
- S/2005 S 6
- S/2020 S 3
- S/2004 S 58
- S/2006 S 23
- S/2019 S 6
- S/2020 S 5
- S/2023 S 32

これらのうち、シャルナクは推定直径が 40 km であり、イヌイット群の衛星の中では最大である。
イヌイット群の衛星の固有名は、国際天文学連合 (IAU) の命名委員会で、イヌイット（イヌイト）神話の神、巨人、怪人などから命名されている。このうち、イジラクとパーリアクは Michael Arvaarluk Kusugak が著したイヌイットに関する物語の登場人物の名前が由来となっている。

## 物理的特徴と起源

土星の不規則衛星の軌道要素を示した図。横軸は軌道長半径、縦軸は軌道傾斜角である。黄色の線は近土点から遠土点までを表しており、軌道離心率の大きさに対応している。イヌイット群の衛星は図の上の方に固まっているのが分かる。

初期の観測では、イヌイット群の衛星はどれも一様に淡い赤色の表面を持ち、色指数では B-V=0.79、V-R=0.51 程度と、ガリア群と同程度だと考えられていた。また赤外線でのスペクトルもどれも似ているとされた。しかし最近の観測では、イジラクはパーリアク、シャルナク、キビウクよりも明確に赤い色を示すことが明らかになった。イジラクのスペクトルに見られる特徴は、土星の不規則衛星に見られるものよりは太陽系外縁天体に見られるものに類似している。さらに、パーリアク、シャルナク、キビウクのスペクトルは 0.7 µm 付近に水和物の存在を示唆する弱い吸収が見られるのに対し、イジラクではその特徴が見られないことも分かっている。
イジラクを除いたイヌイット群のスペクトルの一様性からは、これらの衛星は共通の起源を持ち、単一の天体が破壊された破片である可能性が示唆される。しかし単一の天体起源だとすると現在の軌道要素はばらつきが大きいため、これを説明する何らかの機構が必要である。近年ではイヌイット群の衛星は永年共鳴を起こしているものがあると報告されており、これによって衝突破壊後の破片の軌道要素が現在の値まで進化した可能性がある。また、キビウクとイジラクは古在共鳴の状態にあると考えられている。そのため軌道離心率が上昇する間は軌道傾斜角が減少する、あるいはその逆の変化を周期的に行っている。